# (19937) 1981 EF15
A (19937) 1981 EF15 a Naprendszer kisbolygóövében található aszteroida. Schelte J. Bus fedezte fel 1981. március 1-jén.